# Quantum Break
『Quantum Break』（クォンタムブレイク）は、レメディー・エンターテインメントが開発し、マイクロソフトより2016年4月に発売されたXbox OneおよびWindows 10用アクションアドベンチャー・サードパーソン・シューティングゲーム。

## 解説
本作は、タイムマシンの開発実験の失敗によって時間が崩壊した世界を修復するために奔走するジャック・ジョイスの戦いを描いたサードパーソン・シューティング形式のアクションアドベンチャーゲームである。
主人公であるジャックは時間を操る攻撃を多用する。
たとえば「タイム ストップ」は、時間の流れを止める球体に敵を封じ込めそこに銃弾を撃ち込むと、時間が動き出した瞬間に敵へ攻撃がまとめてくるというものである。
レメディー・エンターテインメントのサム・レイクはGamesparkとのインタビューの中で、『Alan Wake 2』のコンセプトをマイクロソフトに持参したところ、マイクロソフトから新規IPを保持したいと持ち掛けられたことが本作の開発のきっかけになったと述べている。
なお、レイクは『Alan Wake』の続編を作りたいと述べつつも、ビジネス面についても考慮する必要があると述べており、インタビューが掲載された2017年5月27日の時点では『Alan Wake』の続編の開発は行われておらず、2017年4月に505 Gamesが販売契約を結んだ『Project 7（P7）』も『Alan Wake』とは無関係のプロジェクトである。

## ストーリー
タイムマシンの開発の失敗によって、世界中の時間が粉々になる事態が発生する。
ジャック・ジョイスは、かけらを回収して時間を修復する戦いに奔走する。
そんな中、かつての友で、モナーク・ソリューションズというセキュリティ会社の代表を務めるポール・セリーンがジャックの前に立ちはだかる。

## 登場人物
ジャック・ジョイス（Jack Joyce）
声 - ショーン・アシュモア
本作の主人公。
ポール・セリーン（Paul Serene）
声 - エイダン・ギレン
ジャックの旧友。モナーク・ソリューションズを率いて時の流れを破壊しようと目論む。
ウィリアム・ジョイス(Willam Joyce)
声：ドミニク・モナハン
ジャックの兄弟。